# 澤連丘克斯卡亞區

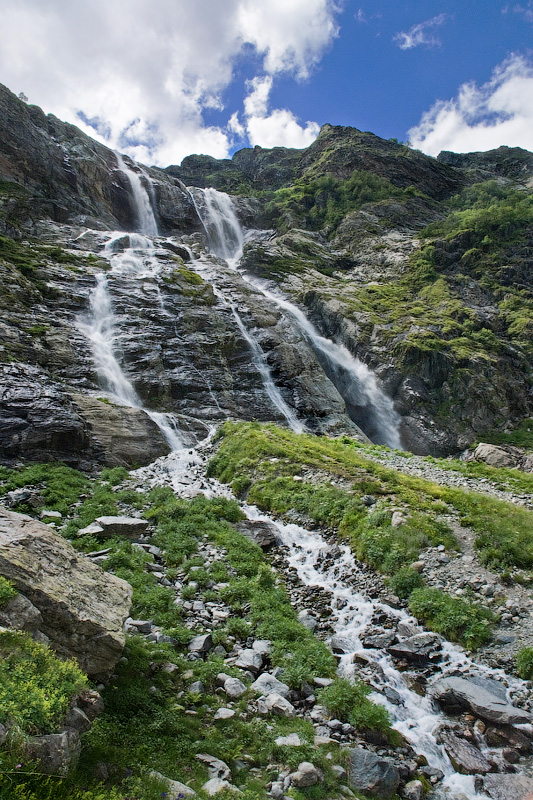

43°51′N 41°36′E / 43.850°N 41.600°E
澤連丘克斯卡亞區（俄语：Зеленчукский район），是俄羅斯的一個區，位於該國西南部，由卡拉恰伊-切爾克斯共和國負責管轄，面積2,931平方公里，2010年人口51,780，人口密度每平方公里17.67人。